# Nitroblautetrazoliumchlorid
Nitroblautetrazoliumchlorid (NBT), eine quartäre Ammoniumverbindung, ist ein Di-Tetrazoliumsalz und Redox-Farbstoff.

## Eigenschaften
Durch Reduktion des Di-Tetrazoliumsalzes entsteht zunächst ein roter Mono-Formazanfarbstoff. Bei weiterer Reduktion entsteht ein blauer Di-Formazanfarbstoff.

## Verwendung
In der Biochemie wird NBT im Zuge einer Immunfärbung in Kombination mit 5-Brom-4-chlor-3-indoxylphosphat (BCIP) zur sensitiven Detektion des Enzyms Alkalische Phosphatase (AP) benutzt.
In der Medizin verwendet man NBT zur Diagnosestellung einer septischen Granulomatose.